# Zinf
Zinf is een eenvoudig computerprogramma om mp3's en OGG-bestanden mee af te spelen en naar webradio te luisteren. Zinf is de voortzetting van het project FreeAmp en maakt gebruik van dezelfde broncode. Zinf is sinds 14 februari 2004 niet meer bijgewerkt.

## Functies
Zinf is onderdeel van het MusicBrainz-netwerk. 
- MP3-, Ogg Vorbis- en WAV-bestanden afspelen
- Thema-ondersteuning
- Ingebouwde downloadmanager
- Audiobestanden indelen volgens de informatie uit de metadata (auteur, album, songtitel)